# Cordia glabrata
Cordia glabrata es una especie botánica fanerógama de la familia de las boragináceas. Se halla en la cuenca del río Paraguay: Bolivia, Brasil, Paraguay, Argentina. Especie heliófita que habita suelos arenosos con humedad adecuada, apareciendo con otras especies como el taruam (Vitex megapotamica (Spreng.) Moldenke) y el joavy guasu (Seguiera paraguayensis Morong). 

## Taxonomía
Cordia glabrata fue descrita por  (Mart.) A.DC.  y publicado en Prodromus Systematis Naturalis Regni Vegetabilis 9: 473. 1845.
Etimología
Cordia: nombre genérico otorgado en honor del botánico alemán Valerius Cordus (1515-1544).
glabrata: epíteto latino que significa "sin pelo".
Sinonimia
- Cordia longipeda Mez
- Gerascanthus glabratus Mart.
- Gerascanthus longipedus (Mez) Borhidi
- Lithocardium glabratum Kuntze
- Lithocardium longipedum Kuntze[4]

## Nombres comunes
- Castellano: peteribí morotí, picuana, picuana negra;  japunaqui (Bolivia).
- Guaraní: petereby moroti.
- Portugués: louro branco, claraiba, claraibeira, louro de Mato Grosso, louro preto.

## Fuente
- López, JA; E Little, G Ritz, J Rombold, W Hahn. 1987. Árboles comunes del Paraguay: Ñande yvyra mata kuera. Paraguay, Cuerpo de Paz, 425 pp.